# Els Plans de la Coma
Els Plans de la Coma és una petita plana ocupada per camps de conreu situada a la zona més elevada de la serra de Rubió, al municipi de Rubió (Anoia) situada al sud de la masia de la Coma i de 800 a 850 metres de altitud.